# الحاخام ليفي دوخمان
الحاخام ليفي دوخمان هو أول حاخام مقيم لدولة الإمارات العربية المتحدة. منذ وصوله إلى الإمارات العربية المتحدة في عام 2014   أسس مجتمعات يهودية في أبو ظبي ودبي وعدد من المؤسسات والخدمات اليهودية بما في ذلك العديد من أماكن العبادة   وشهادة كشروت (الطعام الحلال حسب الديانة اليهودية) المعتمدة من الحكومة.  كما اسّس نظام تعليم يهودي من الطفولة المبكرة إلى الكبار وشبكات الأعمال وخدمات الاستقرار في البلد الجديدوالحياة المجتمعية الغنية. كما أنه يشغل منصب رئيس الجماعة اليهودية في أبو ظبي ومركز الجالية اليهودية في الإمارات العربية المتحدة في دبي.
نشأ الحاخام دوخمان مؤسسات وخدمات يهودية للجالية اليهودية المحلية والزائرين اليهود في جميع أنحاء الإمارات العربية المتحدة منذ عام 2014. وفي عام 2019 وبعد اتفاقيات إبراهيم الموقعة مع إسرائيل منحت قيادة الإمارات العربية المتحدة اعترافها الرسمي بالجالية اليهودية المحلية.

## حياة مهنية

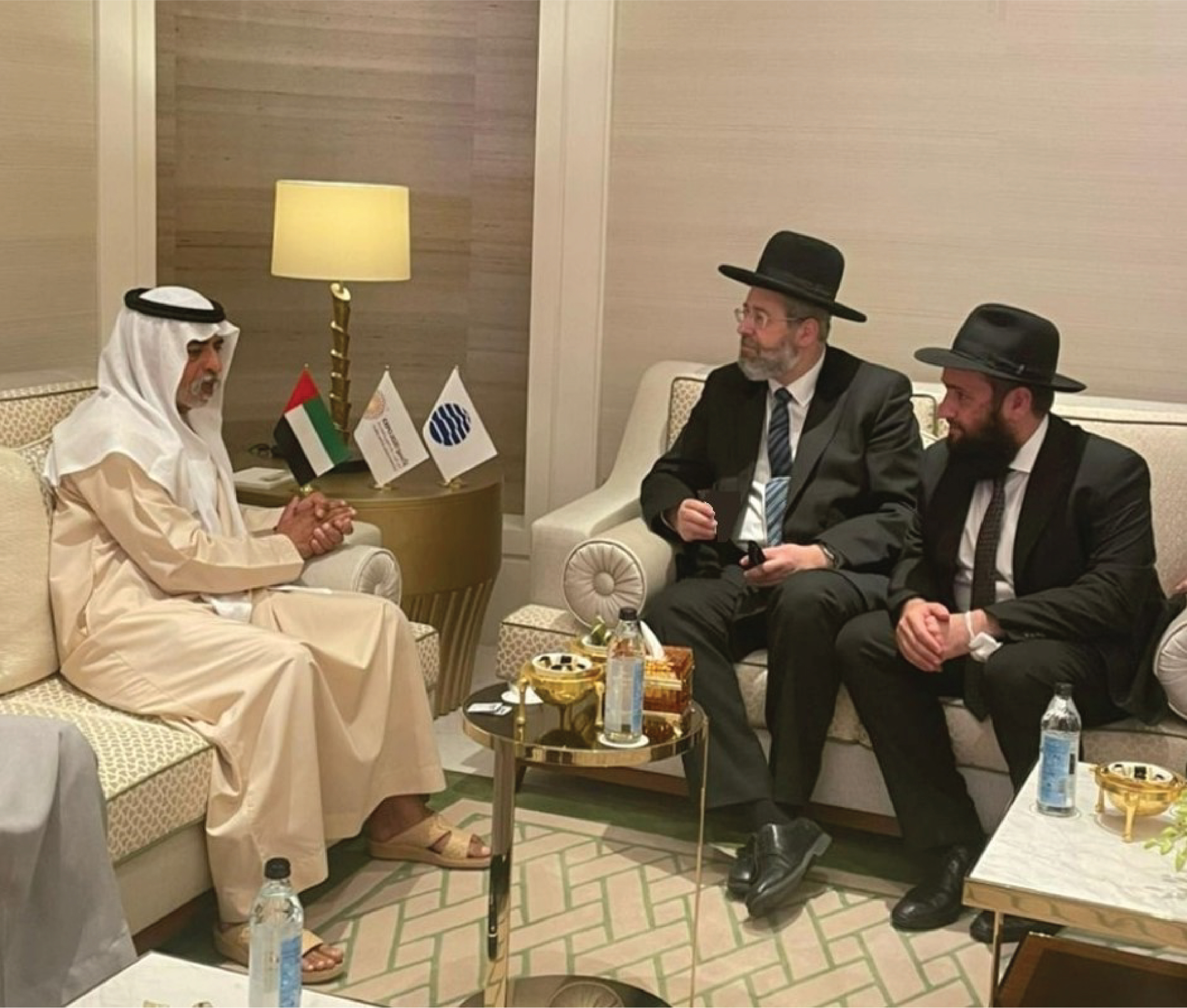
حاخام ليفي دوخمان مع معالي الشيخ نهيان مبارك آل نهيان مع رئيس الحاخام دافيد لاو

بصفته الحاخام المقيم في الإمارات العربية المتحدة، حصل دوخمان على أول رخصة حاخامية، رخصة 001.
يقود الحاخام دوخمان عمليات المعابد اليهودية في دبي وأبو ظبي، التلمود توراه وهو أول حرم تعليمي يهودي في الإمارات العربية المتحدة الذي يقدم تعليمًا يهوديًا متعدد اللغات من الطفولة المبكرة لحد البالغين وميكفا (الذي هو المكان الخاص للوضوء) ومركز الجالية اليهودية  في الإمارات والذي يسمى  بيت حاباد  في دبي وأبو ظبي إضافة  إلى مؤسسات يهودية أخرى تقدم الخدمات للجالية وللعدد المتزايد من السياح اليهود في الإمارات.
منح الحاخام دوخمان شهادة الكشروت الرسمية لدولة الإمارات العربية المتحدة وهي الأولى التي يتم ترخيصها بالكامل من قبل السلطات الإماراتية. وكالة الإمارات لاعتماد الكوشير (EAKC) هي أول مؤسّسة قانونية المسؤولة عن تقييم الأطعمة والمنتجات والعمليات والخدمات لضمان الامتثال لقوانين الحلال للنظام الغذائي اليهودي التقليدي. مطعم أرماني / كاف هو أول مطعم حلال يهودي في الإمارات العربية المتحدة تم افتتاحه في برج خليفة بدبي تحت إشراف EAKC. وقد منح الحاخام ليفي دوخمان شهادات الكوشير للمسالخ ويقدم طعام الكوشر للمطاعم والفنادق ومصانع المواد الغذائية.
وفي عام 2020 زار الحاخام الصهيوني الأكبر يتسحاق يوسف دولة الإمارات العربية المتحدة وحلّ ضيف الشرف لدى الجالية اليهودية وقام بتفقّد مؤسساتها.
في عام 2021 طلب من الحاخام دوخمان مساعدة قادة  الإمارات باستضافة مسؤولين من إسرائيل وذلك من خلال تلاوة الصلوات والحفاظ على الطعام الكاشير خلال الاجتماعات.
وقد عقد الحاخام دوخمان عددا من الاجتماعات مع معالي الشيخ نهيان مبارك آل نهيان وزير التسامح كما يجري حوارا متواصلا مع المسؤولين الحكوميين المحليين.
وفي بداية عام 2022 دعا الحاخام دوخمان رئيس الوزراء الإسرائيلي نفتالي بينيت والحاخام الأكبر لإسرائيل الحاخام ديفيد لاو دعهما لكتابة الأحرف الأولى من أول لفيفة توراة جديدة يتم كتابتها في الإمارات العربية المتحدة.

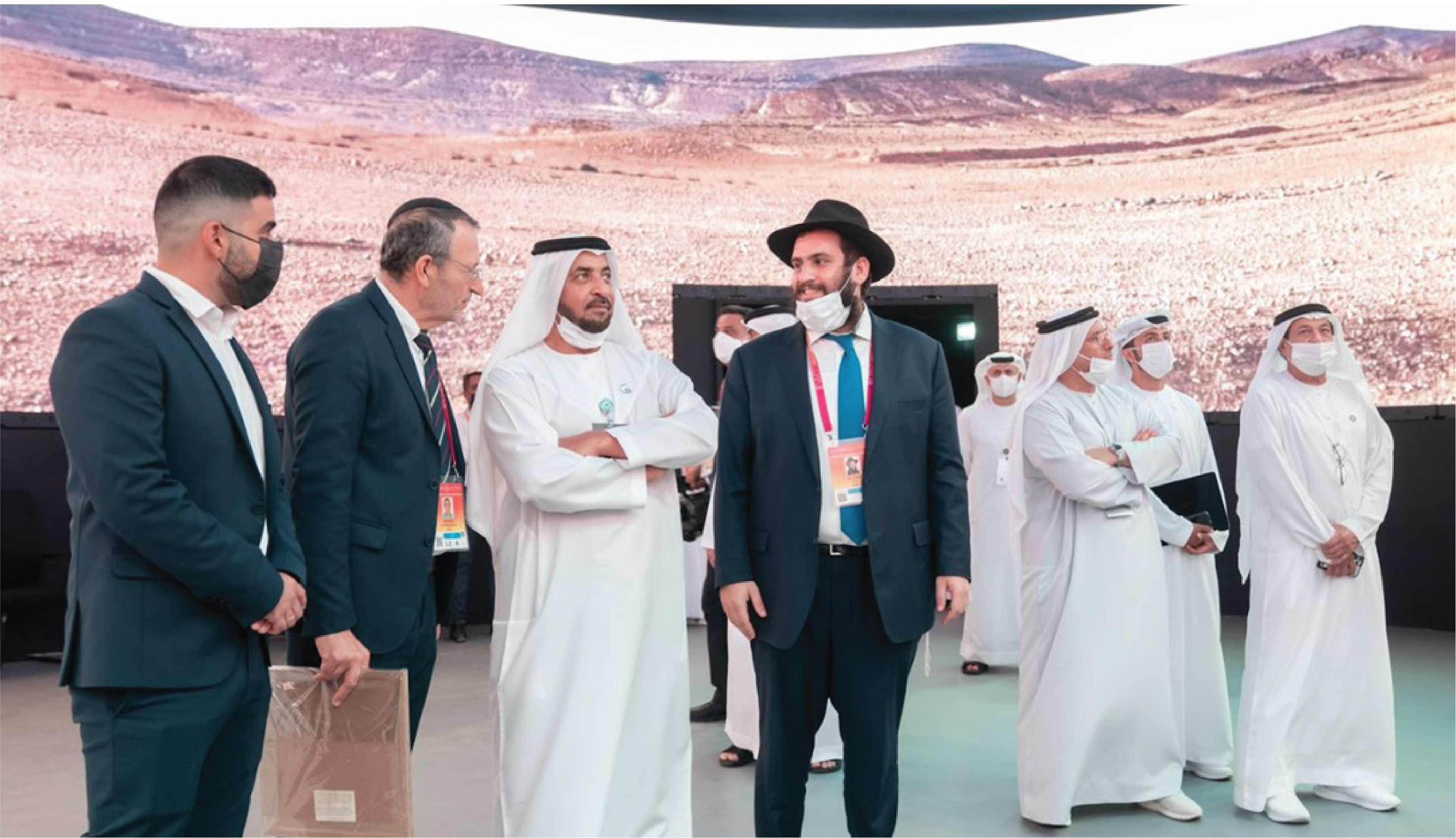
الجناح الإسرائيلي في إكسبو 2022 مع سمو الشيخ حمدان بن زايد آل نهيان

في أبريل 2022   قاد الحاخام ليفي دوخمان أكبر مأدبة عشاء عيد الفصح في العالم العربي حتى الآن حيث استضاف أكثر من 1200 مشارك في وجبة عيد الفصح اليهودية التقليدية وفي موقعين في الإمارات العربية المتحدة: أبو ظبي ودبي وبحضور مسؤولين حكوميين وأعضاء السلك الدبلوماسي.
الحاخام دوخمان الذي يعمل أيضًا كعضو قيادي في تحالف الحاخامات في الدول الإسلامية يقوم بتقديم المساعدة إلى البلدان الأخرى في شبه الجزيرة العربية بما في ذلك الجالية اليهودية الصغيرة في الكويت وجنود جيش الولايات المتحدة اليهود المتمركزين في المنطقة والجالية اليهودية في مسقط عاصمة سلطنة عمان وطقوس تشييع اليهود في البحرين.
بالإضافة إلى ذلك واعتبارًا من سبتمبر 2020 استوعبت الجالية اليهودية في أبو ظبي عشرات اليهود اليمنيين وهم آخر يهود متبقين في البلاد.
في أيار 2022، بعد وفاة الشيخ خليفة بن زايد آل نهيان، الرئيس السابق لدولة الإمارات العربية المتحدة، تمت دعوة الحاخام دوخمان إلى الرئيس المُنتخب، الشيخ محمد بن زايد آل نهيان، إلى قصر الرئاسة، لتقديم التعازي باسم الجالية اليهودية وباسم يهود العالم، ولتقديم الشكر له على الدعم والرعاية التي يوليها الحكام في الإمارات لليهود.

## الحياة الشخصية
الحاخام ليفي دوخمان والدته السيدة فيجا ووالده هو الحاخام شالوم دوخمان مدير كوليل حاباد حاباد.
بدأ حياته الحاخامية في سن 21 في الدار البيضاء بالمغرب حيث أدار أنشطة الجالية اليهودية كجزء من مؤسسة بيت حاباد بإدارة الحاخام ليفي بانون.
يتقن الحاخام دوخمان خمس لغات من بينها العربية والفرنسية.